# Honky Tonk Women
"Honky Tonk Women" er en 1969 hit sang fra The Rolling Stones.  Den blev udgivet som single den 4. juli, 1969, i Storbritannien, og den næste dag i USA. Den toppede begge charts i begge nationer, hvor den blev nummer 1.
Østkyst Hustlers bruger en sampling fra sangen i deres hit "Han får for lidt" fra 1996.

## Inspiration og indspilning
To versioner af denne sang blev indspillet at bandet: det kendte hit som findes som single og på deres opsamlingsalbum fra 1960'erne med singler Through the Past, Darkly (Big Hits Vol. 2), og en version ved navn ”Country Honk” med en lille smule anderledes tekst som findes på albummet Let It Bleed.
Sangen blev skrevet af Mick Jagger og Keith Richards, mens de var på ferie i Brasilien sent i december 1968, tidligt januar 1969. inspireret af de brasilianske gauchos/cowboys, der bragte kvæg tilbage til ranchen hvor Jagger og Richards boede. 
Richards fortalte om sangen:” ”Honky Tonk Women” begyndte i Brasilien. Mick og jeg, Marianne Faithfull og Anita Pallenberg, der var gravid med min søn på dette tidspunkt. Hvilket ikke stoppede os fra at tage til Mato Grasso og bo på en ranch. Der var cowboys overalt. Der var heste og spore. Og Mick og jeg sad på verandaen til ranch huset, og jeg begyndte at spille, faktisk fjollede jeg bare rundt med gamle Hank Williams ide. Fordi vi virkelig troede at vi var cowboys kom ”Honky Tonk Women”. Og vi sad i midten af ingenmandslandet. Det var fantastisk. Pigerne elskede det. Imidlertid begyndte den som en rigtig country sang, hvor vi så puttede mere på. Og så, et par måneder efter vi skrev sangen og indspillede vi den. Og på en eller anden måde blev den pludselig til denne lille sorte ting, en blues ting. I virkelig kan jeg ikke give en nøjagtigere grund til at den blev sådan. Udtaget at der i virkeligheden ikke er den store forskel mellem hvid country musik og sort country musik. Det er bare et spørgsmål om nuancer og stil .”
Keith Richards hævder at han tog ideen til starten af sangen fra Ry Cooder, der havde lært Richards hvordan han skulle spille en "open-G" på guitaren, og som han efterfølgende brugte på denne sang og mange andre Stones sange . Richards hævder også at han blev inspireret til det country riffs Taylor spillede til denne optagelse. 
Sangen toppede på Billboard Hot 100 i fire uger fra 23. august 1969. Singlen blev udgivet i England den dag hvor grundlæggeren Brian Jones blev fundet druknet .